# Пдуэль
Пдуэль, иногда Педуэль (ивр. פְּדוּאֵל‎) — израильское поселение на Западном берегу реки Иордан, на западе Самарийского нагорья. Муниципально относится к региональному совету Шомрон. Поселение религиозное. В 2020 году его население составляло 2 010 человек. Напротив, через дорогу располагается поселение Лешем.

## История
Основано в 1984 году группой религиозных сионистов. Раввин поселения Э. Шапиро пал от руки арабского террориста в 2002 году, теперь в его честь названа дорога, ведущая к поселению от израильского шоссе № 5 и проходящая мимо арабских деревень.

## Население
По данным Центрального статистического бюро Израиля, население на начало 2020 года составляло 2 010 человек.

## Инфраструктура
Есть детские сады, начальная школа, иешива, отделения больничных касс.

## Достопримечательности
Вблизи поселения расположены два археологических памятника эпохи Византийского периода истории Израиля Дейр Кала и Дейр Самаан.